# 이스타지우 두 파카엠부
이스타지우 두 파카엠부(포르투갈어: Estádio do Pacaembu)는 브라질 상파울루에 위치한 축구 경기장이다. 정식 명칭은 이스타지우 무니시파우 파울루 마샤두 지 카르발류(포르투갈어: Estádio Municipal Paulo Machado de Carvalho)이다. 1940년 4월 27일에 개장했으며 1950년 FIFA 월드컵 경기가 열린 경기장 가운데 한 곳이다.

## 기록

### 1950년 FIFA 월드컵
| 날짜            | 팀 1     | 스코어 | 팀 2     | 라운드 |
| --------------- | -------- | ------ | -------- | ------ |
| 1950년 6월 25일 | 스웨덴   | 3 - 2  | 이탈리아 | C조    |
| 1950년 6월 28일 | 브라질   | 2 - 2  | 스위스   | A조    |
| 1950년 7월 2일  | 이탈리아 | 2 - 0  | 파라과이 | C조    |
| 1950년 7월 9일  | 우루과이 | 2 - 2  | 스페인   | 결선   |
| 1950년 7월 13일 | 우루과이 | 3 - 2  | 스웨덴   | 결선   |
| 1950년 7월 16일 | 스웨덴   | 3 - 1  | 스페인   | 결선   |